# 9137 Ремо
9137 Ремо (9137 Remo) — астероїд головного поясу, відкритий 29 вересня 1973 року.
Тіссеранів параметр щодо Юпітера — 3,518.